# Dragunovka
Dragunovka (en rus: Драгуновка) és un poble de l'óblast de Saràtov, a Rússia, segons el cens del 2010 tenia 31 habitants. Pertany al districte municipal de Rtísxevo.